# Stany Zjednoczone na Zimowych Igrzyskach Paraolimpijskich 1992
Stany Zjednoczone na Zimowych Igrzyskach Paraolimpijskich w 1992 roku reprezentowało 29 zawodników (21 mężczyzn i 8 kobiet) w 3 dyscyplinach. Zdobyli oni łącznie 45 medali (w tym 20 złotych), plasując kraj na 1. miejscu w klasyfikacji medalowej igrzysk.
Był to piąty występ USA na zimowej paraolimpiadzie.

## Medaliści

### Złote medale
| Zawodnik         | Dyscyplina            | Konkurencja                      |
| ---------------- | --------------------- | -------------------------------- |
| Sarah Billmeier  | Narciarstwo alpejskie | Slalom Gigant kobiet (LW2)       |
| Sarah Billmeier  | Narciarstwo alpejskie | Zjazd kobiet (LW2)               |
| Chad Colley      | Narciarstwo alpejskie | Supergigant mężczyzn (LW10)      |
| Chad Colley      | Narciarstwo alpejskie | Zjazd mężczyzn (LW10)            |
| Greg Evangelatos | Narciarstwo alpejskie | Slalom Gigant mężczyzn (B1)      |
| Nancy Gustafson  | Narciarstwo alpejskie | Slalom kobiet (LW5/7,6/8)        |
| Nancy Gustafson  | Narciarstwo alpejskie | Slalom Gigant kobiet (LW5/7,6/8) |
| Nancy Gustafson  | Narciarstwo alpejskie | Zjazd kobiet (LW5/7,6/8)         |
| David Kiley      | Narciarstwo alpejskie | Slalom Gigant mężczyzn (LW11)    |
| David Kiley      | Narciarstwo alpejskie | Supergigant mężczyzn (LW11)      |
| Greg Mannino     | Narciarstwo alpejskie | Supergigant mężczyzn (LW2)       |
| Greg Mannino     | Narciarstwo alpejskie | Zjazd mężczyzn (LW2)             |
| Jim Martinson    | Narciarstwo alpejskie | Zjazd mężczyzn (LW11)            |
| Jeff Pagels      | Biegi narciarskie     | Bieg na 5 km mężczyzn (LW10)     |
| Jeff Pagels      | Biegi narciarskie     | Bieg na 10 km mężczyzn (LW10)    |
| Brian Santos     | Narciarstwo alpejskie | Slalom Gigant mężczyzn (B3)      |
| Brian Santos     | Narciarstwo alpejskie | Supegigant mężczyzn (B3)         |
| Roni Sasaki      | Narciarstwo alpejskie | Supergigant kobiet (LW2)         |
| Sarah Will       | Narciarstwo alpejskie | Supergigant kobiet (LW10-11)     |
| Sarah Will       | Narciarstwo alpejskie | Zjzad kobiet (LW10-11)           |

### Srebrne medale
| Zawodnik            | Dyscyplina            | Konkurencja                    |
| ------------------- | --------------------- | ------------------------------ |
| Sarah Billmeier     | Narciarstwo alpejskie | Supergigant kobiet (LW2)       |
| Shannon Bloedel     | Narciarstwo alpejskie | Slalom Gigant kobiet (LW10-11) |
| Candace Cable       | Narciarstwo alpejskie | Slalom kobiet (LW10-11)        |
| Greg Evangelatos    | Narciarstwo alpejskie | Supergigant mężczyzn (B1)      |
| Cathy Gentile-Patti | Narciarstwo alpejskie | Slalom Gigant kobiet (LW2)     |
| Cathy Gentile-Patti | Narciarstwo alpejskie | Zjazd kobiet (LW2)             |
| Rik Heid            | Narciarstwo alpejskie | Slalom kobiet (LW4)            |
| Rik Heid            | Narciarstwo alpejskie | Slalom Gigant kobiet (LW4)     |
| Rik Heid            | Narciarstwo alpejskie | Supergigant kobiet (LW4)       |
| David Kiley         | Narciarstwo alpejskie | Slalom mężczyzn (LW11)         |
| David Kiley         | Narciarstwo alpejskie | Zjazd mężczyzn (LW11)          |
| Greg Mannino        | Narciarstwo alpejskie | Slalom mężczyzn (LW2)          |
| Greg Mannino        | Narciarstwo alpejskie | Slalom Gigant mężczyzn (LW2)   |
| Michael McDougal    | Narciarstwo alpejskie | Zjazd mężczyzn (LW10)          |
| Chris Waddell       | Narciarstwo alpejskie | Slalom mężczyzn (LW10)         |
| Chris Waddell       | Narciarstwo alpejskie | Slalom Gigant mężczyzn (LW10)  |

### Brązowe medale
| Zawodnik         | Dyscyplina            | Konkurencja                    |
| ---------------- | --------------------- | ------------------------------ |
| Candace Cable    | Narciarstwo alpejskie | Slalom Gigant kobiet (LW10-11) |
| Candace Cable    | Narciarstwo alpejskie | Zjazd kobiet (LW10-11)         |
| Chris Griffin    | Narciarstwo alpejskie | Slalom Gigant mężczyzn (LW6/8) |
| Rik Heid         | Narciarstwo alpejskie | Zjazd mężczyzn (LW4)           |
| Michael McDougal | Narciarstwo alpejskie | Slalom mężczyzn (LW10)         |
| Reed Robinson    | Narciarstwo alpejskie | Slalom mężczyzn (LW6/8)        |
| Roni Sasaki      | Narciarstwo alpejskie | Slalom mężczyzn (LW2)          |
| Roni Sasaki      | Narciarstwo alpejskie | Zjazd mężczyzn (LW2)           |
| Robert Walsh     | Biegi narciarskie     | Bieg na 10 km (B3)             |

## Wyniki reprezentantów

### Biathlon
Objaśnienie kategorii:
- B2 – osoby z funkcjonującym wzrokiem na poziomie 3-5%
- B3 – osoby z funkcjonującym wzrokiem poniżej poziomu 10%

#### Osoby niewidome

##### Mężczyźni
| Zawodnik          | Konkurencja           | Ilość pudeł | Czas    | Pozycja | Źródło |
| ----------------- | --------------------- | ----------- | ------- | ------- | ------ |
| Robert/Joe Walsh* | Bieg na 7,5 km (B2-3) | 4           | 26:02.8 | 11.     | [ 3 ]  |
| Robert/Joe Walsh* | Bieg na 7,5 km (B2-3) | 1           | 26:46.2 | 12.     | [ 3 ]  |

*Nie ma pewności co do kolejności zawodników biegu.

### Biegi narciarskie
Objaśnienie kategorii:
- LW3 – osoby stojące; po amputacji obu kończyn dolnych poniżej kolana, z łagodnym porażeniem mózgowym lub po częściowej amputacji
- LW5/7 – osoby stojące; po amputacji obu kończyn górnych
- LW9 – osoby stojące; po częściowej lub całkowitej amputacji jednej kończyny górnej i jednej dolnej
- LW10 – osoby siedzące; paraliż z częściowym lub całkowitym brakiem równowagi w siedzeniu
- LW11 – osoby siedzące; paraliż z dobrze funkcjonującą równowagą w siedzeniu
- B1 – osoby niewidome
- B2 – osoby z funkcjonującym wzrokiem na poziomie 3-5%
- B3 – osoby z funkcjonującym wzrokiem poniżej poziomu 10%

#### Osoby stojące

##### Mężczyźni
| Zawodnik    | Konkurencja               | Czas      | Pozycja | Źródło |
| ----------- | ------------------------- | --------- | ------- | ------ |
| Matthew Kut | Bieg na 5 km (LW3,5/7,9)  | 23:59.8   | 8.      | [ 4 ]  |
| Matthew Kut | Bieg na 20 km (LW3,5/7,9) | 1:21:26.8 | 9.      | [ 5 ]  |

#### Osoby siedzące

##### Mężczyźni
| Zawodnik     | Konkurencja          | Czas    | Pozycja | Źródło |
| ------------ | -------------------- | ------- | ------- | ------ |
| Jeff Pagels  | Bieg na 5 km (LW10)  | 17:00.6 | złoto   | [ 6 ]  |
| Jeff Pagels  | Bieg na 10 km (LW10) | 31:07.2 | złoto   | [ 7 ]  |
| Mark Wellman | Bieg na 5 km (LW11)  | 18:28.6 | 11.     | [ 8 ]  |
| Mark Wellman | Bieg na 10 km (LW11) | 32:16.6 | 10.     | [ 9 ]  |

#### Osoby niewidome

##### Mężczyźni
| Zawodnik     | Konkurencja        | Czas      | Pozycja | Źródło |
| ------------ | ------------------ | --------- | ------- | ------ |
| Joe Raineri  | Bieg na 10 km (B2) | 39:05.9   | 13.     | [ 10 ] |
| Robert Walsh | Bieg na 10 km (B3) | 30:59.6   | brąz    | [ 11 ] |
| Joe Walsh    | Bieg na 10 km (B3) | 32:12.9   | 8.      | [ 11 ] |
| Joe Raineri  | Bieg na 30 km (B2) | 1:52:58.6 | 13.     | [ 12 ] |
| Robert Walsh | Bieg na 30 km (B3) | 1:31:58.6 | 6.      | [ 13 ] |
| Joe Walsh    | Bieg na 30 km (B3) | 1:32:14.2 | 7.      | [ 13 ] |

##### Kobiety
| Zawodniczka    | Konkurencja        | Czas      | Pozycja | Źródło |
| -------------- | ------------------ | --------- | ------- | ------ |
| Michele Drolet | Bieg na 5 km (B1)  | 25:58.4   | 6.      | [ 14 ] |
| Michele Drolet | Bieg na 10 km (B1) | 1:10:06.8 | 5.      | [ 15 ] |

### Narciarstwo alpejskie
Objaśnienie kategorii:
- LW2 – osoby stojące; po amputacji kończyny dolnej powyżej kolana
- LW4 – osoby stojące; po amputacji kończyny dolnej poniżej kolana
- LW5/7 – osoby stojące; po amputacji obu kończyn górnych
- LW6/8 – osoby stojące; po amputacji kończyny górnej
- LW10 – osoby siedzące; paraliż z częściowym lub całkowitym brakiem równowagi w siedzeniu
- LW11 – osoby siedzące; paraliż z dobrze funkcjonującą równowagą w siedzeniu
- B1 – osoby niewidome
- B3 – osoby z funkcjonującym wzrokiem poniżej poziomu 10%

#### Osoby stojące

##### Mężczyźni
| Zawodnik         | Konkurencja           | Czas    | Pozycja | Źródło |
| ---------------- | --------------------- | ------- | ------- | ------ |
| Greg Mannino     | Slalom (LW2)          | 1:16.81 | srebro  | [ 16 ] |
| Matthew Geriak   | Slalom (LW2)          | DNF     | DNF     | [ 16 ] |
| Rik Heid         | Slalom (LW4)          | 1:17.94 | srebro  | [ 17 ] |
| James Lagerstrom | Slalom (LW4)          | 1:23.55 | 6.      | [ 17 ] |
| Reed Robinson    | Slalom (LW6/8)        | 1:18.62 | brąz    | [ 18 ] |
| Greg Mannino     | Slalom Gigant (LW2)   | 2:19.59 | srebro  | [ 19 ] |
| John Calderhead  | Slalom Gigant (LW2)   | 2:34.50 | 7.      | [ 19 ] |
| Rik Heid         | Slalom Gigant (LW4)   | 2:13.83 | srebro  | [ 20 ] |
| James Lagerstrom | Slalom Gigant (LW4)   | 2:18.02 | 4.      | [ 20 ] |
| Chris Griffin    | Slalom Gigant (LW6/8) | 2:17.62 | brąz    | [ 21 ] |
| Greg Mannino     | Supergigant (LW2)     | 1:22.35 | złoto   | [ 22 ] |
| John Calderhead  | Supergigant (LW2)     | 1:27.40 | 4.      | [ 22 ] |
| Rik Heid         | Supergigant (LW4)     | 1:19.08 | srebro  | [ 23 ] |
| Chris Griffin    | Supergigant (LW6/8)   | 1:20.35 | 5.      | [ 24 ] |
| Greg Mannino     | Zjazd (LW2)           | 1:12.81 | złoto   | [ 25 ] |
| Matthew Geriak   | Zjazd (LW2)           | 1:15.73 | 4.      | [ 25 ] |
| Rik Heid         | Zjazd (LW4)           | 1:09.35 | brąz    | [ 26 ] |
| Reed Robinson    | Zjazd (LW6/8)         | 1:10.41 | 6.      | [ 27 ] |

##### Kobiety
| Zawodniczka         | Konkurencja               | Czas    | Pozycja | Źródło |
| ------------------- | ------------------------- | ------- | ------- | ------ |
| Roni Sasaki         | Slalom (LW2)              | 1:26.05 | brąz    | [ 28 ] |
| Sarah Billmeier     | Slalom (LW2)              | DNF     | DNF     | [ 28 ] |
| Cathy Gentile-Patti | Slalom (LW2)              | DNF     | DNF     | [ 28 ] |
| Nancy Gustafson     | Slalom (LW5/7,6/8)        | 1:10.37 | złoto   | [ 29 ] |
| Sarah Billmeier     | Slalom Gigant (LW2)       | 2:22.85 | złoto   | [ 30 ] |
| Cathy Gentile-Patti | Slalom Gigant (LW2)       | 2:23.51 | srebro  | [ 30 ] |
| Roni Sasaki         | Slalom Gigant (LW2)       | DNF     | DNF     | [ 30 ] |
| Nancy Gustafson     | Slalom Gigant (LW5/7,6/8) | 1:53.43 | złoto   | [ 31 ] |
| Roni Sasaki         | Supergigant (LW2)         | 1:20.98 | złoto   | [ 32 ] |
| Sarah Billmeier     | Supergigant (LW2)         | 1:20.98 | srebro  | [ 32 ] |
| Cathy Gentile-Patti | Supergigant (LW2)         | 1:24.72 | 6.      | [ 32 ] |
| Nancy Gustafson     | Supergigant (LW5/7,6/8)   | DQ      | DQ      | [ 33 ] |
| Sarah Billmeier     | Zjazd (LW2)               | 1:17.85 | złoto   | [ 34 ] |
| Cathy Gentile-Patti | Zjazd (LW2)               | 1:18.90 | srebro  | [ 34 ] |
| Roni Sasaki         | Zjazd (LW2)               | 1:19.34 | brąz    | [ 34 ] |
| Nancy Gustafson     | Zjazd (LW5/7,6/8)         | 1:06.10 | złoto   | [ 35 ] |

#### Osoby siedzące

##### Mężczyźni
| Zawodnik         | Konkurencja          | Czas    | Pozycja | Źródło |
| ---------------- | -------------------- | ------- | ------- | ------ |
| Chris Waddell    | Slalom (LW10)        | 2:01.60 | srebro  | [ 36 ] |
| Michael McDougal | Slalom (LW10)        | 2:02.96 | brąz    | [ 36 ] |
| David Kiley      | Slalom (LW11)        | 1:47.11 | srebro  | [ 37 ] |
| Chris Waddell    | Slalom Gigant (LW10) | 2:59.38 | srebro  | [ 38 ] |
| Chad Colley      | Slalom Gigant (LW10) | DNF     | DNF     | [ 38 ] |
| David Kiley      | Slalom Gigant (LW11) | 2:41.38 | złoto   | [ 39 ] |
| Chad Colley      | Supergigant (LW10)   | 1:37.46 | złoto   | [ 40 ] |
| David Kiley      | Supergigant (LW11)   | 1:36.00 | złoto   | [ 41 ] |
| Chad Colley      | Zjazd (LW10)         | 1:28.98 | złoto   | [ 42 ] |
| Michael McDougal | Zjazd (LW10)         | 1:29.01 | srebro  | [ 42 ] |
| Jim Martinson    | Zjazd (LW11)         | 1:22.93 | złoto   | [ 43 ] |
| David Kiley      | Zjazd (LW11)         | 1:23.76 | srebro  | [ 43 ] |

##### Kobiety
| Zawodniczka     | Konkurencja             | Czas    | Pozycja | Źródło |
| --------------- | ----------------------- | ------- | ------- | ------ |
| Candace Cable   | Slalom (LW10-11)        | 2:12.79 | srebro  | [ 44 ] |
| Sarah Will      | Slalom (LW10-11)        | DNF     | DNF     | [ 44 ] |
| Shannon Bloedel | Slalom Gigant (LW10-11) | 3:00.18 | srebro  | [ 45 ] |
| Candace Cable   | Slalom Gigant (LW10-11) | 3:01.34 | brąz    | [ 45 ] |
| Sarah Will      | Slalom Gigant (LW10-11) | DNF     | DNF     | [ 45 ] |
| Sarah Will      | Supergigant (LW10-11)   | 1:27.66 | złoto   | [ 46 ] |
| Candace Cable   | Supergigant (LW10-11)   | 1:53.35 | 4.      | [ 46 ] |
| Shannon Bloedel | Supergigant (LW10-11)   | DNS     | DNS     | [ 46 ] |
| Sarah Will      | Zjazd (LW10-11)         | 1:24.08 | złoto   | [ 47 ] |
| Candace Cable   | Zjazd (LW10-11)         | 1:37.02 | brąz    | [ 47 ] |
| Shannon Bloedel | Zjazd (LW10-11)         | DNF     | DNF     | [ 47 ] |

#### Osoby niewidome

##### Mężczyźni
| Zawodnik         | Konkurencja        | Czas    | Pozycja | Źródło |
| ---------------- | ------------------ | ------- | ------- | ------ |
| Greg Evangelatos | Slalom Gigant (B1) | 4:32.37 | złoto   | [ 48 ] |
| Greg Evangelatos | Supergigant (B1)   | 2:58.16 | srebro  | [ 49 ] |
| Brian Santos     | Slalom Gigant (B3) | 2:34.16 | złoto   | [ 50 ] |
| Brian Santos     | Supergigant (B3)   | 1:30.25 | złoto   | [ 51 ] |